# Jaume Fabre
Jaume Fabre (fl. XIII-XIV secolo) è stato un architetto spagnolo.

## Biografia
Jaume Fabre nacque probabilmente sull'isola di Maiorca nel XIII secolo.
Fu architetto del convento dei Domenicani a Maiorca (scomparso nel XIX secolo) e nel 1317 fu architetto della cattedrale di Barcellona e successivamente partecipò alla costruzione della cattedrale di Narbona (1321 circa) e di Girona (1329 circa).
A lui è attribuita anche la partecipazione nella realizzazione della basilica di Santa Maria del Mar e di Santa María del Pi, a Barcellona.